# Борко Илић
Борко Илић (1980) је српски политичар. Обављао је јавне функције на општинском, покрајинском и републичком нивоу као члан Демократске странке Србије (ДСС). Илић је сада члан Здраве Србије (ЗС).

## Рани живот и каријера
Борко Илић је рођен у Новом Саду, САП Војводина, у тадашњој СР Србији у СФРЈ. Одрастао је у граду и дипломирао француски језик и књижевност на Филозофском факултету Универзитета у Новом Саду. Такође је студирао менаџмент и 2016. је описан као дипломирани економиста.

## Политичар
Борко Илић је у ДСС дошао 2001. године и водио омладинско крило од 2002. до 2007. године. У то време је био члан партијске управе.

### Посланик у Народној скупштини
Илић је на парламентарним изборима у Србији 2003. године освојио 163. место на изборној листи ДСС-а. Листа је освојила педесет три мандата, а он у почетку није био у њеној делегацији Народне скупштине. (Од 2000. до 2011. године, мандати на српским изборима додељивани су странкама или коалицијама, а не појединачним кандидатима, а уобичајена пракса је била да се мандати додељују по бројчаном редоследу. Илић је мандат могао да добије када се скупштина састаје почетком 2004. године, упркос ниској позицији на листи, али није.) Међутим, добио је мандат 27. фебруара 2006. као замена за Ђорђа Чукваса. Илић је тада био најмлађи члан скупштине. ДСС је била најдоминантнија странка у коалиционој влади Србије током ове седнице скупштине, а Илић је био присталица владе.
На парламентарним изборима 2007. добио је четрдесет и прву позицију на комбинованој листи ДСС-Нова Србија и изабран је за други мандат када је листа освојила четрдесет седам мандата. ДСС је након избора формирао нестабилну коалициону владу са ривалском Демократском странком (ДС), Илић је поново био присталица владе. У мају 2007. године изабран је за председника скупштинског одбора за омладину и спорт.
Савез ДСС-ДС се распао почетком 2008, а нови парламентарни избори одржани су у мају те године. ДСС и Нова Србија поново су наступили у савезу, а Илић је добио четрдесет пету позицију на њиховој листи, која је освојила тридесет мандата. Овај пут није ушао у делегацију Народне скупштине странке, већ је заузео место у Покрајинској скупштини Војводине.
Изборни систем Србије реформисан је 2011. године, тако да су мандати додељени по бројчаном реду кандидатима на успешним листама. Илић је на парламентарним изборима 2012. добио педесету позицију на листи ДСС-а и није изабран када је освојио двадесет један мандат. Накнадно је добио педесет девету позицију на листи странке на парламентарним изборима 2014; ДСС овом приликом није прешао изборни цензус да би изборио заступљеност у скупштини.
ДСС је на парламентарним изборима у Србији 2016. склопио изборни савез са Дверима, а Илић је на њиховој збирној листи освојио осамнаесту позицију. Листа је освојила тринаест мандата, а он опет није враћен.

### Покрајинска политика
Илић је добио пето место на листи ДСС-Нова Србија за Скупштину Војводине на покрајинским изборима 2008. године. Листа је освојила четири мандата, а он је уврштен у делегацију ДСС-а. ДС и њени савезници однели су већинску победу на овим изборима, а ДСС и Нова Србија су били у опозицији. Илић је био вођа њихове посланичке групе.
Пре 2016. половина посланичких места у војвођанској скупштини одређивана је пропорционалном заступљеношћу, а друга половина изборима у изборним јединицама. Илић није био на пропорционалној листи ДСС-а на покрајинским изборима 2012, већ је тражио реизбор у новосадској трећој лиги; поражен је, завршио је на четвртом месту. Војводина усвојила систем пуне пропорционалне заступљености за покрајинске изборе 2016; Илићу је додељено тридесет девето место на комбинованој листи ДСС-Двери, која није прешла изборни цензус.

### Општинска политика
Илић је 2009. године изабран за председника Градског одбора ДСС-а Нови Сад Појавио се на челној позицији на изборној листи ДСС-а за Скупштину града Новог Сада на локалним изборима у Србији 2012. године, а изабран је када је листа освојила пет мандата. У септембру исте године, ДСС је помогао Српској напредној странци да формира нову управу у граду, а Илић је постављен за заменика градоначелника. Ову функцију обављао је до 2016. године, под Милошем Вучевићем. Илић је у то време био и потпредседник ДСС-а на републичком нивоу; у том својству, он је говорио против чланства Србије у Европској унији, тврдећи да би та земља требало да формира јаче савезе са Русијом, Кином и Казахстаном.
Илић се појавио на челној позицији на листи ДСС–Двери за Нови Сад на локалним изборима 2016. Листа није прешла изборни цензус.

### Члан Здраве Србије
Илић је потом напустио ДСС и прешао у Здраву Србију. Године 2020. именован је за потпредседника те странке.

## Изборни рекорд

### Покрајински (Војводина)
| Вељко Крстоношић        | Избор за бољи живот                                           | 4,055  | 19.91 |  | 8,596  | 55.42 |
| Александар Јовановић    | Војвођани - Лига социјалдемократа Војводине                   | 4,229  | 20.77 |  | 6,916  | 44.58 |
| Милан Новаковић         | Србија не сме да стане                                        | 3,415  | 16.77 |  |        |       |
| Борко Илић              | Демократска странка Србије                                    | 3,033  | 14.89 |  |        |       |
| Вања Божић              | Српска радикална странка                                      | 1,499  | 7.36  |  |        |       |
| Ратко Стриковић         | СПС–ПУПС–Јединствена Србија–Социјалдемократска партија Србије | 1,322  | 6.49  |  |        |       |
| Александар Оџић         | Преокрет                                                      | 980    | 4.81  |  |        |       |
| Слободан Мараш          | Уједињени региони Србије                                      | 869    | 4.27  |  |        |       |
| Новак Вукоје            | Социјалдемократски савез                                      | 576    | 2.83  |  |        |       |
| Јован Михајило          | Српска демократска странка                                    | 387    | 1.90  |  |        |       |
| Укупно валидних гласова |                                                               | 20,365 | 100   |  | 15,512 | 100   |